# Shade〜saw the light & shade〜
『shade〜saw the light & shade〜』 (シェイド ソウ・ザ・ライト・アンド・シェイド) は、日本のロック歌手、清春のアルバム。

## 概要
- 『light〜saw the light & shade〜』と同時発売。
- 新曲と既存の曲のリアレンジで構成されているが、今までのバンド形態とは異なるアコースティックなアレンジが施されており、歌を際立たせる作品となっている。

## 収録曲
| 全編曲: 清春/三代堅。 |                                                              |            |            |       |
| #                     | タイトル                                                     | 作詞       | 作曲       | 時間  |
| 1.                    | 「防人の詩」(さだまさしの楽曲のカバー)                       | さだまさし | さだまさし | 8:59  |
| 2.                    | 「情熱の影 -Silhouette-」(黒夢3rdアルバム『feminism』収録曲) | 清春       | 人時       | 8:25  |
| 3.                    | 「暗いくちづけ」(1stアルバム『poetry』収録曲)                | 清春       | 清春       | 9:03  |
| 4.                    | 「退廃ギャラリー」(1stアルバム『poetry』収録曲)              | 清春       | 清春       | 6:14  |
| 5.                    | 「FINALE」(SADS 6thシングル『NIGHTMARE』c/w)                 | 清春       | 清春       | 5:21  |
| 6.                    | 「真冬の華」                                                 | 清春       | 清春       | 7:22  |
| 7.                    | 「闇」(1stアルバム『poetry』収録曲)                          | 清春       | 清春       | 6:54  |
| 合計時間:             | 合計時間:                                                    | 合計時間:  | 合計時間:  | 48:15 |

| #  | タイトル                | 作詞 | 作曲・編曲 |
| -- | ----------------------- | ---- | ---------- |
| 1. | 「防人の詩 VIDEO CLIP」 |      |            |

## ゲスト・ミュージシャン
Vc. Robin Dupuy

Vl. 土屋玲子

Mani. 五十嵐淳一

Pf. 柴田俊文 